# Geghadir, Aragatsotn
Geghadir là một đô thị thuộc tỉnh Aragatsotn, Armenia. Dân số ước tính năm 2011 là 689 người.